# Paraouigué
Paraouigué est une localité située dans le département de Boulsa de la province du Namentenga dans la région Centre-Nord au Burkina Faso. 

## Géographie
Paraouigué possède une forêt protégée s'étendant sur 150 ha intégralement situés sur son territoire mais attenante à cinq villages : Nièga, Sonrin, Dakiskièma, Sanghin et Pissi (dans la province du Kouritenga),.

## Éducation et santé
Le centre de soins le plus proche de Paraouigué est le centre de santé et de promotion sociale (CSPS) de Nièga tandis que le centre de médical avec antenne chirurgicale (CMA) de la province se trouve à Boulsa.
Le village possède une école primaire publique.